# Message to Bears
Message to Bears è lo pseudonimo del compositore multi-strumentista Jerome Alexander, formatosi ad Oxford.

## Storia[1]
Il disco di debutto di Message to Bears è stato un EP intitolato EP1, pubblicato nel 2007. La prima collaborazione discografica, invece, si è avuta dal 2009 con la Dead Pilot Records per l'album Departures. Tale collaborazione continua nel 2012 insieme anche alla Nature Bliss, per la realizzazione del disco Folding Leaves, pubblicato sia come CD che come disco in vinile. Nello stesso anno, Message to Bears lavora e pubblica insieme alla Sound In Silence Records un nuovo EP di genere elettronico, intitolato Moments EP, in cui si firma per la prima volta col suo vero nome.
Message to Bears ha cominciato ad esibirsi tra Londra ed Oxford dal 2009 e con il passare del tempo l'orizzonte dei concerti si è allargato al resto dell'Europa. Durante i concerti il compositore si esibisce insieme ad alcuni dei suoi più stretti amici che lo accompagnano suonando diversi strumenti a corda.
L'album più recente è del 2016, Carved From Tides, in cui, tra i diversi collaboratori, ha contribuito, prestando la sua voce, anche la sorella, Gemma Alexander.

## Discografia

### Album
2009 – Departures
Tracce
- Running through woodland
- Hidden beneath
- Pretend to forget
- Hope
- Autumn
- At the top of this hill
- November
- Snowdonia
- Find our way home
- Lost birds

2012 – Folding Leaves
Tracce
- Daylight goodbye
- Wake me
- Mountains
- Bird's tall
- Farewell, stars
- Undone
- At a glance
- Everything was covered in snow
- Unleft

2013 – Maps
Tracce
- Sun breaking through
- Moonlight
- The tourist
- I know you love to fall
- Rather stay
- You are a memory
- Two finds two
- Almost faded
- Closed doors

2016 – Carved from tides
Tracce
- Never be
- Blossom
- Breathe
- Spin/float (feat. Gemma Alexander)
- They Ran
- Beneath our snow
- I'll lead you there (feat. Will Samson)
- Whene you're gone
- Hold on

### EP
2007 – EP1
Tracce
- Sparrow
- Found you and you're safe
- Good morrning
- Swim
- Green
- Plane over evening sky
- To make a portrait
- Unfold

2012 – Moments EP
Tracce
- Memories
- Walking over me
- I'm glad
- Goodbye